# Oleria placidina
Oleria placidina är en fjärilsart som beskrevs av Ferreira D'almeida 1964. Oleria placidina ingår i släktet Oleria och familjen praktfjärilar. Inga underarter finns listade i Catalogue of Life.